# Mesochorus moskwanus
Mesochorus moskwanus là một loài tò vò trong họ Ichneumonidae.